# Karolinai küllő
A karolinai küllő vagy kékcsőrű küllő (Melanerpes carolinus) a madarak (Aves) osztályának harkályalakúak (Piciformes) rendjébe, ezen belül a harkályfélék (Picidae) családjába tartozó faj.

## Előfordulása
Kanada déli, az Amerikai Egyesült Államok keleti és középső részén hones. Nyílt erdőkben él, táplálékhiány esetén délre vonul, eljut Mexikóig is.

## Alfajai
- Melanerpes  carolinus carolinus
- Melanerpes  carolinus harpaceus

## Megjelenése
Testhossza 24 centiméter, testtömege 100 gramm körüli. Feje teteje és tarkója vörös, hasa fehér, háta átlósan fekete, fehér csíkos. Hegyes karmú lábával kapaszkodik a fák törzsén, miközben farkára támaszkodik.
|  |  |

## Életmódja
Rovarokkal táplálkozik, melyet korhadó fákról szedeget össze.

## Szaporodása
Fákba vájt üregbe rakja tojásait.